# Ponte di San Lorenzo
Il ponte di San Lorenzo è un ponte romano ad arco ribassato sul fiume Brenta a Padova. Il ponte, che si trova nella città vecchia, si trova da secoli in un notevole stato di incorporazione da parte degli edifici circostanti. Dal punto di vista della storia dell'architettura il ponte di San Lorenzo è uno dei primi ponti ad arco ribassato del mondo ed è particolarmente significativo per la snellezza delle pile, insuperata nel mondo antico.

## Posizione
Il ponte di San Lorenzo è uno dei quattro ponti che nella Padova romana attraversavano il Medoacus, il Brenta, sul cui letto poi si trasferì l'attuale Bacchiglione ai tempi della Rotta della Cucca. Questo ponte a 3 archi si trova in via San Francesco vicino all'università di Padova, dove è ininterrottamente stretto tra edifici, che nel corso dei secoli si sono avvicinati sempre più al fiume. Solo l'arco orientale è tuttora visibile per la sua gran parte e per come si protende sul letto del fiume ormai ristretto. Il resto del ponte, intatto, continua sotto l'attuale manto stradale e può essere visitato come monumento architettonico. Gli scavi del 1773 e del 1938, durante i quali parti del ponte furono temporaneamente sgombrate, furono sfruttati per compiere ispezioni archeologiche più precise.
Altri due ponti romani a Padova si trovano in un analogo stato incorporato: il ponte Corbo e il ponte Altinate in via Altinate, entrambi basati su archi semicircolari. Il quarto ponte antico è il ponte di San Matteo vicino all'omonima chiesa.

## Costruzione
Il ponte di San Lorenzo è lungo 53,30 metri e largo 8, 35 metri. Il contenuto di un'iscrizione presente sul ponte circoscrive l'epoca della fondazione tra il 47 e il 30 a.C. Il ponte è di particolare interesse dal punto di vista della storia della tecnica per i suoi archi particolarmente bassi e per le sue snelle pile. I tre archi hanno luci di rispettivamente 12,8, 14,4 e 12,5 metri, il che corrisponde a 3,7 volte la freccia. In altri termini l'arco descritto è un segmento di cerchio di 113 gradi. Per questo il ponte di San Lorenzo presenta un profilo decisamente più piatto rispetto ai ponti con arco semicircolare (180 gradi), preferiti dai costruttori romani.
La larghezza delle pile dei ponti romani variava - per quanto emerso - tra la metà ed un quinto della luce; le pile snelle, offrendo minore resistenza al flusso, riducono il rischio di travolgimento. Le pile del ponte di San Lorenzo sono larghe 1,72 metri, cioè soltanto un ottavo della luce. Pile tanto sottili si sono ricominciate a costruire solo nel tardo medioevo.

## Riferimenti bibliografici
- Colin O'Connor: Roman Bridges, Cambridge University Press 1993, ISBN 0-521-39326-4, S. 92, 171